# Tess Haubrich
Tess Haubrich (12 de mayo de 1990, Sídney, Nueva Gales del Sur, Australia) es una actriz y exmodelo australiana.

## Biografía
Nació 12 de mayo de 1989 y se crio en las playas del norte de Sídney, Australia.
Asistió al Actors Centre Australia por dos años y medio.

## Carrera
Tess modeló para diseñadores como Celine, Jean Paul Gaultier y Vivienne Westwood en París, Berlín, Hong Kong y Australia.
El 18 de agosto de 2014 se unió al elenco invitado de la popular serie australiana Home and Away donde interpretó a Shandi Ayres-Palmer, la hija de John Palmer, hasta ese mismo año. Anteriormente Tess había aparecido por primera vez en la serie en el 2009, cuando interpretó a la estudiante Catie Merrin en dos episodios.

## Filmografía

### Series de televisión
| Año             | Serie         | Personaje           | Notas          |
| --------------- | ------------- | ------------------- | -------------- |
| 2018 - presente | Pine Gap      | Jasmina "Jas" Delic | miniserie      |
| 2017            | Wolf Creek    | Rebecca             | 6 episodios    |
| 2014            | Home and Away | Shandi Palmer       | 15 episodios   |
| 2011            | SLiDE         | Jessica             | episodio # 1.8 |

### Películas
| Año  | Título                       | Personaje        | Notas                                                                                                  |
| ---- | ---------------------------- | ---------------- | --- |
| 2017 | Alien: Covenant              | Rosenthal        | junto a Michael Fassbender, Noomi Rapace, Danny McBride, Demián Bichir, Billy Crudup y Guy Pearce      |
| 2017 | Bleeding Steel               | -                | junto a Jackie Chan, Callan Mulvey, Show Lo y Nana Ou-Yang                                             |
| 2014 | Untitled March Bros. Project | Tess             | junto a Paul Hooper, Geordie Robinson y Ana Martín                                                     |
| 2015 | Infini                       | Lisa Carmichael  | junto a Daniel MacPherson, Luke Hemsworth, Bren Foster, Luke Ford, Grace Huang y Louisa Mignone        |
| 2014 | Jack Irish: Dead Point       | Sienna           | junto a Guy Pearce, Marta Dusseldorp, Roy Billing, Shane Jacobson, Deborah Mailman y Vince Colosimo    |
| 2014 | Foal                         | -                | corto - junto a Geoff Morrell, Benjamin Hoetjes y Lola Bennett                                         |
| 2014 | Blood Pulls a Gun            | Mujer Misteriosa | corto - junto a junto a Odessa Young, Josh McConville, Ben Ingram, Richard Sydenham y Darren Gilshenan |
| 2013 | Like Breathing               | Bel              | corto - junto a Airlie Dodds, Sinead Curry, Samuel Campbell Wilson y Patrick Thompson                  |
| 2013 | The Wolverine                | Cajera           | junto a Hugh Jackman, Tao Okamoto, Rila Fukushima, Hiroyuki Sanada y Svetlana Khodchenkova             |
| 2010 | Some Static Started          | Joven            | corto - junto a James W. Mataitas Bailey, Ben Briand, Sam Smith y Edward Woodley                       |
| 2009 | Drowning                     | Phaedra          | corto - junto a Miles Szanto, Xavier Samuel y Bren Foster                                              |
| 2014 | Vinyl                        | Shayla           | corto - junto a Bren Foster, Sandy Kerr, Brianna la Rance, Pacharo Mzembe y Drew Pearson               |

### Teatro
| Año  | Obra      | Personaje | Director | Teatro      | Notas                                                           |
| ---- | --------- | --------- | -------- | ----------- | --------------------------------------------------------------- |
| 2013 | Hay Fever | Myra      | -        | New Theatre | junto a James Bean, Jorja Brain, David Halgren y Sharon Olivier |